# تپه بهلول
تپه بهلول مربوط به دوره اشکانیان - دوره ساسانیان است و در شهرستان سرپل ذهاب، بخش مرکزی، دهستان حومه سرپل، ۳۰۰ متری شرق روستای زرین جوب واقع شده و این اثر در تاریخ ۱۸ اسفند ۱۳۸۷ با شمارهٔ ثبت ۲۴۹۱۳ به‌عنوان یکی از آثار ملی ایران به ثبت رسیده است.